# Templo de Claudio (Colchester)
El Templo de Claudio, también llamado Templo del Deificado Claudio, fue un gran templo romano construido en la antigua ciudad de Camulodunum, actualmente Colchester, ubicada a 90 kilómetros al nordeste de Londres. El edificio principal fue construido entre los años 49 y 60, aunque hubo remodelaciones posteriores a lo largo del Imperio romano. Hoy forma la base del castillo normando de Colchester. Es uno de los, al menos, ocho templos paganos de la era romana en la zona, y fue el más grande de su tipo en la Britania romana. Sus restos actuales representan potencialmente la cantería romana más antigua existente en el país.

## Historia
Después de la conquista romana de Gran Bretaña, que dirigió en persona el emperador Claudio en el año 43, se estableció una fortaleza legionaria en Camulodunon, capital de la Edad de Hierro de las tribus trinovantes y catuvellaunos. Dicha fortaleza acabó convirtiéndose en una ciudad de retiro para los soldados licenciados a partir del año 49, pasando a llamarse con el nombre Camulodonum, una versión latina del nombre celta del sitio, que pasó a ser la capital de la nueva provincia de Britania, construyéndose varios edificios acorde con su nuevo estatus. Estos incluyeron un teatro, una curia, un foro y un gran templo de estilo clásico. La construcción del templo comenzó durante el reinado de Claudio, y se dedicó a él después de su muerte en el año 54, pasando la ciudad a nombrarse oficialmente como Colonia Claudia Victricensis, y el templo convirtiéndose en el Templum Divi Claudii (Templo del Deificado Claudio).

### Construcción
El podio del templo se construyó vertiendo una mezcla de mortero y piedras en el suelo. Esta base todavía sobrevive hoy, y desde la posición de sus muros de carga se puede ver el diseño de las superestructuras, lo que parece ajustarse a los planes que Vitruvio expuso en su tratado De Architectura para el desarrollo de un templo clásico de estilo octóstilo. El podio es rectangular, con una alineación de norte a sur.
Su cámara principal, la cella, estaba ubicada en la parte posterior del podio, pudiendo haber sido una sala rectangular de 285 m² con una alineación también de norte a sur y la puerta principal en este último lado. No habría tenido ventanas y, según la geometría de Vitruvio y las analogías de otros lugares combinadas con el conocimiento de las dimensiones existentes del podio, habría tenido unos 20 metros de altura. Diez columnas habrían corrido a lo largo de los lados exteriores este y oeste del templo, dejando un estilo periférico. Ocho columnas habrían cruzado el frente de la cella. Los pronaos frente a la cella habrían tenido seis columnas a lo largo de sus lados. El templo tenía un orden intercolumnio, lo que significa que el espacio entre cada columna era dos y un cuarto del diámetro de la columna, a excepción de las dos columnas centrales en la parte delantera del pórtico del templo, que estaban separadas por tres diámetros.
El templo está construido a partir de septaria, una concreción particular que forma parte de rocas sedimentarias, procedente de la costa de Essex, posiblemente de Walton-on-the-Naze, y contaba con grandes nódulos de sílex, mientras que el techo habría sido de ímbrice y tégula. Las columnas están hechas de un núcleo de ladrillo curvo, con el exterior y los capiteles en yeso. Se han encontrado trozos de inscripciones en mármol y con letras grandes de bronce alrededor del sitio que antaño ocupaba el templo.
En 2014 se descubrieron columnas de la fachada monumental del recinto detrás de High Street, con planes de hacerlas visibles al público.

## Revuelta de Boudica

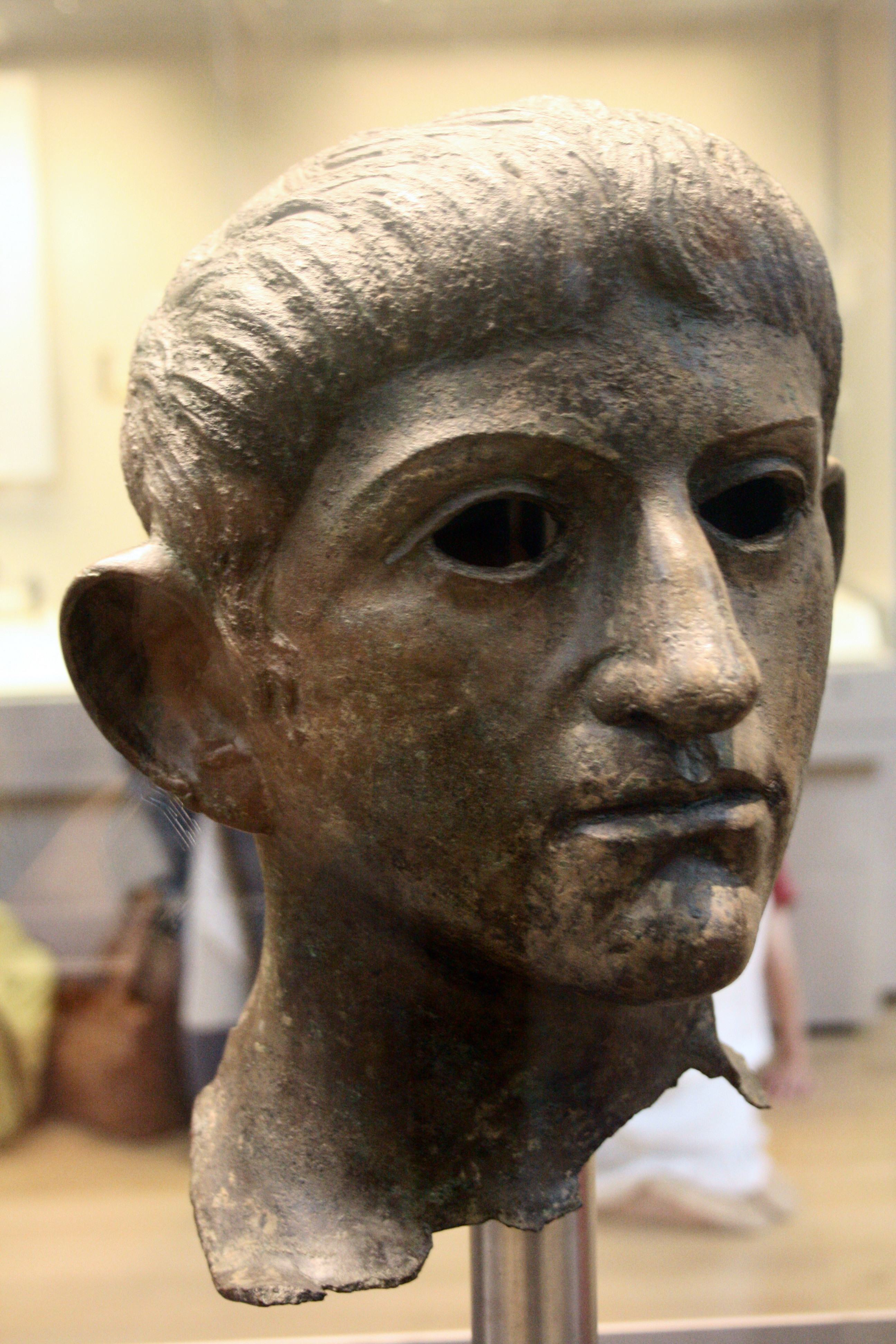
Cabeza de una estatua ecuestre de Nerón encontrada en Suffolk. Se cree que fue tomada del Templo de Claudio, su predecesor, durante la revuelta de Boudica.

En torno a los años 60-61, la tribu de los icenos, con su líder Boudica al frente, se rebelaron contra los romanos, unidos por los trinovantes nativos del área de Camulodunum. Como símbolo del dominio romano en Gran Bretaña, la colonia de Camulodunum fue el primer objetivo de los rebeldes, con su Templo visto en los ojos británicos como el "arx aeternae dominationis" ("fortaleza de la dominación eterna") según Tácito. La ciudad fue destruida, y los supervivientes se refugiaron en la cella deltemplo, cuyas grandes puertas de bronce y su fuerte cámara sin ventanas proporcionaban un refugio seguro. Sin embargo, los rebeldes sitiaron el templo, que fue asaltado después de dos días y quemado.
La cabeza decapitada en bronce de una estatua ecuestre fue encontrada en el río Alde (condado de Suffolk), y los arqueólogos contemporáneos lo interpretaron como una muestra de que los icenos acabaron tomando el templo y destruyéndolo. Se ha llegado a identificar como un busto del emperador Nerón, que gobernó durante la rebelión de Boudica. La ciudad y el templo fueron reconstruidos en los años posteriores al ataque, y la colonia alcanzó un pico de población en los siglos II y III. Como el templo era uno de los principales edificios públicos de la ciudad, se fueron reformando su fachada y el recinto, ampliándose con el tiempo.

## Bajo Imperio romano
Durante el bajo Imperio romano, en el que la mayoría de edificios privados se redujeron a lo largo del siglo IV, hubo un aumento en el tamaño y grandeza de los edificios públicos entre los años 275-400. El templo de Claudio y sus aledaños fueron reconstruidos a principios del siglo IV, junto con el posible edificio de la basílica del foro al sur del mismo. El templo parece haber tenido una gran sala absidal construida al frente de los escalones del podio, con evidencia numismática de fechas que toma la fecha del edificio hasta al menos el año 395. Los cambios en el templo en el siglo IV pudieron ser resultado de la conversión del templo al uso cristiano, ya que se han identificado varios sitios cristianos en la ciudad desde el período romano tardío, y se ha encontrado un fragmento de olla romana con un crismón.

## Período sajón y normando
Grandes cantidades de la superestructura del templo estuvieron en pie durante todo el período sajón, cuando el templo era conocido como el Palacio del Rey Coel Hen. La Crónica de Colchester medieval afirma que los arquitectos normandos del castillo de Colchester construyeron la estructura sobre los restos de este supuesto palacio entre los años 1070-1080, con evidencia arqueológica que muestra que la base del templo fue utilizada como cimientos del castillo. Se han descubierto pruebas de excavaciones en 2014 que muestran que las columnas de la entrada del recinto del templo también pueden haber sido demolidas en el período normando para permitir la construcción del patio del castillo. El podio fue redescubierto en el siglo XVII cuando la parte inferior de la base del templo fue arrancada, creando "bóvedas" debajo del castillo. La parte inferior del castillo no se identificó como el podio del templo hasta que el arqueólogo Mortimer Wheeler lo examinó a principios del siglo XX y descubrió que los constructores normandos habían cerrado las paredes del castillo al podio de hormigón romano. En la actualidad, las bóvedas creadas a posteriori son exhibidas al público, mostrando la parte inferior del templo.